# Gigantactis elsmani
Gigantactis elsmani är en fiskart som beskrevs av Bertelsen, Pietsch och Lavenberg, 1981. Gigantactis elsmani ingår i släktet Gigantactis och familjen Gigantactinidae. Inga underarter finns listade i Catalogue of Life.